# Октавий Мамилий
Октавий Мамилий (на латински: Octavius Mamilius; † 498 или 496 пр.н.е.) e princeps, или „принц“, регент на Тускулум в Лацио.

## Биография
Женен е за дъщерята на Тарквиний Горди, седмият и последен цар на Рим. Произлиза от фамилията Мамилии, която произлиза от Мамилия, дъщерята на Одисей и Кирка.
През 509 пр.н.е. Мамилий е съюзен с Ларс Порсена, царят на Клузиум. През 498 пр.н.е. Мамилий става диктатор на Тускулум и с латинската си войска марширува към Рим. При Битката при Регилското езеро през 496 пр.н.е. е победен от римския диктатор Авъл Постумий Алб Региленсис и Тит Ебуций Хелва като командир на конницата. В битката Октавий Мамилий е ранен от Ебуций. Сключва се мирен договор (foedus Cassianum). Умира в Куме по някои историци след две години.
Неговият внук Луций Мамилий е диктатор на Тускулум през 460 пр.н.е. По-късно Мамилиите се преселват в Рим.